# Nalle Puh – En hjärtlig dag
Nalle Puh – En hjärtlig dag (engelska: Winnie the Pooh: A Valentine for You) är en 30 minuter lång amerikansk tecknad film från 1999, producerad av Walt Disney Television Animation.
Nalle Puh – En hjärtlig dag var sista gången Paul Winchell spelade Tigers röst innan han gick i pension 2000.

## Handling
Puh och hans vänner har inte sett Christoffer Robin på några dagar. När de så småningom hittar honom är han djupt försjunken i att skriva kort till sin flickvän. Uggla förklarar att ett bett från en kärleksfluga har gjort Christoffer Robin förälskad i en flicka. Vännerna känner sig försummade, så de ger sig djupt in i mörka skogen i jakt på ytterligare en kärleksfluga som de tror ska kunna "bota" Christoffer Robin.

## Originalröster
- Jim Cummings - Nalle Puh, Tiger (sång)
- John Fiedler - Nasse
- Paul Winchell - Tiger (tal)
- Ken Sansom - Kanin
- Peter Cullen - I-or
- Andre Stojka - Uggla
- Michael Gough - Sorken
- Brady Bluhm - Christoffer Robin
- David Warner - Berättare

## Svenska röster
- Guy de la Berg - Nalle Puh
- Michael Blomqvist - Nasse
- Rolf Lydahl - Tiger
- Charlie Elvegård - Kanin
- Bengt Skogholt - I-or
- Gunnar Uddén - Uggla
- Hans Lindgren - Sorken
- Anton Nyman - Christoffer Robin
- Ingemar Carlehed - Berättare